# Cornelius P. Comegys

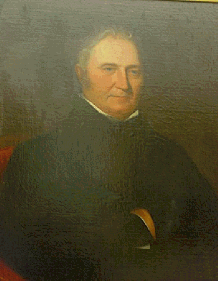
Cornelius P. Comegys

Cornelius Parsons Comegys (* 15. Januar 1780 im Kent County, Maryland; † 27. Januar 1851 in Dover, Delaware) war ein US-amerikanischer Politiker und von 1837 bis 1841 Gouverneur des Bundesstaates Delaware.

## Frühe Jahre und politischer Aufstieg
Cornelius Comegys besuchte die öffentlichen Schulen in Baltimore. Um das Jahr 1800 kam er nach Delaware, wo er als Farmer arbeitete. Während des Britisch-Amerikanischen Kriegs von 1812 stieg er in der Miliz seines Staates bis zum Oberstleutnant auf. 
Zwischen 1809 und 1811 war Comegys Steuerbeauftragter im Kent County. Danach war er von 1811 bis 1817 Abgeordneter im Repräsentantenhaus von Delaware  dessen Präsident er wurde. Zwischen 1829 und 1830 sollte er erneut Mitglied in dieser Kammer werden und von 1818 bis 1834 war er State Treasurer von Delaware. Nach der Neugliederung der Parteienlandschaft in den Vereinigten Staaten um 1830 wurde Comegys Mitglied der Whig Party, als deren Kandidat er im Jahr 1836 zum Gouverneur seines Staates gewählt wurde. Mit 52 Prozent setzte er sich gegen Nehemiah Clark, den Kandidaten der Demokraten, durch.

## Gouverneur von Delaware
Comegys trat seine vierjährige Amtszeit am 17. Januar 1837 an. In seiner Amtszeit arbeitete der Gouverneur an einer Reform des Justizwesens, die allerdings innenpolitisch auf starken Widerstand stieß. Er förderte auch den weiteren Ausbau des Schulsystems und der Infrastruktur. Im Jahr 1840 konnte er aufgrund einer Verfassungsklausel nicht direkt wiedergewählt werden. Daher schied er am 17. Januar 1841 aus seinem Amt aus.
Nach dem Ende seiner Gouverneurszeit zog sich Comegys aus der Politik zurück und widmete sich seinen privaten Angelegenheiten. Cornelius Comegys starb im Januar 1851. Er war zweimal verheiratet und hatte insgesamt elf Kinder. Sein Sohn Benjamin wurde später Präsident der National Bank in Philadelphia und ein anderer Sohn, Joseph, war von 1856 bis 1857 US-Senator und später Oberster Richter in Delaware. 